# In Stereo (album av Marmalade Souls)
In Stereo är ett studioalbum som släpptes den 4 september 2007 av den svenska pop/rockgruppen Marmalade Souls under det nordamerikanska skivbolaget Rainbow Quartz International. Detta är deras debutalbum, och det enda som släpptes innan gruppen upplöstes ett år senare.
Låten My Heart Belongs to You förekommer även på den andra skivan i samlingsalbumet Sweet Relief från 2007.

## Låtlista
Alla låtar är skrivna och komponerade av Michael & Johanna Klemmé.
| Nr           | Titel                          | Längd |
| ------------ | ------------------------------ | ----- |
| 1.           | It Won't Be Too Long           | 3:56  |
| 2.           | Fall Into the Sky              | 3:23  |
| 3.           | Famous                         | 3:03  |
| 4.           | My Heart Belongs to You        | 3:05  |
| 5.           | Daydreams                      | 3:03  |
| 6.           | Mr Lemon Tea                   | 3:56  |
| 7.           | In My Mind (There Is No Doubt) | 2:41  |
| 8.           | Goodbye                        | 2:47  |
| 9.           | Baby Come Back                 | 3:32  |
| 10.          | Belly Butterfly                | 2:42  |
| 11.          | Yeah Yeah!                     | 2:23  |
| 12.          | Say Goodbye                    | 3:24  |
| 13.          | Words of Love                  | 2:08  |
| 14.          | Good Days                      | 3:24  |
| Total längd: | Total längd:                   | 43:26 |

## Medverkande
- Michael Klemmé - gitarr, bas, mellotron, orgel, piano, sång, bakgrundssång
- Johanna Klemmé - munspel, sång, bakgrundssång
- Paddy Lawless - trummor, bakgrundssång
- Jens Comén - saxofon
- Göran Wiklund - flygelhorn
- Björn Höglund - trummor, orgel, bakgrundssång
- Torgny Karlsson - piano[3]